# Исјек
Исјек је насељено мјесто у Босни и Херцеговини у општини Босанско Грахово које административно припада Федерацији Босне и Херцеговине. Према попису становништва из 1991. у насељу је живјело 62 становника.

## Становништво
| Националност       | 1991. | 1981. | 1971. | 1961. |
| Срби               | 61    | 92    | 150   | 185   |
| Југословени        | 1     | 3     |       | 3     |
| Хрвати             |       | 1     |       |       |
| остали и непознато |       |       | 1     |       |
| Укупно             | 62    | 96    | 151   | 188   |

| Демографија | Демографија | Демографија |
| Година      | Становника  | Становника  |
| ----------- | ----------- | ----------- |
| 1961.       | 188         |             |
| 1971.       | 151         |             |
| 1981.       | 96          |             |
| 1991.       | 62          |             |